# Domingo Ynduráin Muñoz
Domingo Ynduráin Muñoz (Saragossa 29 d'octubre de 1943 - Madrid, 27 de març de 2003) va ser un catedràtic de Literatura Espanyola que va ocupar el càrrec de secretari de la Reial Acadèmia Espanyola des de gener de 1999 fins avui de la seva mort.
Filòleg de professió i especialista en Literatura i Llengua castellana dels segles xv i xvi era fill del també filòleg Francisco Ynduráin Hernández i durant la seva vida va ser professor en les universitats de Zúric i Lausana a Suïssa i de la de Lovaina a Bèlgica. Durant els últims anys de la seva vida va ser catedràtic de Literatura Espanyola en la Universitat Autònoma de Madrid.
Des de 1988 va exercir el càrrec de subsecretari general de la Universitat Internacional Menéndez Pelayo de Santander fins que el 1991 cessa del càrrec per continuar la seva carrera com a docent.
El 1994 va ser triat pel Congrés dels Diputats membre del Consell d'Universitats i el 1996 li va ser atorgada la titularitat de la butaca "a" minúscula de la Reial Acadèmia Espanyola ocupant la vacant que havia deixat Elena Quiroga.
El gener de 1999 va ser escollit per majoria absoluta com a secretari de la RAE substituint en el càrrec a Víctor García de la Concha. A principis de 2003 va tornar a comptar amb el suport dels acadèmics per mantenir-se en el càrrec durant altres quatre anys encara que no va arribar a completar aquest període, ja que al març del mateix 2003 va morir víctima d'una llarga malaltia.

## Obra
Va ser autor d'estudis sobre la poesia d'Espronceda i Quevedo, així com d'uns altres sobre l'obra de José María de Pereda, Emilia Pardo Bazán, Juan Valera, Clarín, Benito Pérez Galdós i Ángel Ganivet aconseguint molts de les seves escrits rellevància internacional.
Entre les seves obres més destacades es troben: Análisis formal de la poesía de Espronceda (1971); Ideas recurrentes en Antonio Machado (1975); Época contemporánea 1939-1980 (1981); Aproximación a San Juan de la Cruz, (1990), y Humanismo y Renacimiento en España (1994).